# تیمورلنگ تسارنایف
تیمورلنگ آنزورویچ تسارنایف (به سیریلیک: Тамерла́н Анзо́рович Царна́ев) ‏ (۲۱ اکتبر ۱۹۸۶–۱۹ آوریل ۲۰۱۳) بهمراه برادرش جوهر تسارنایف متهم انفجارهای ماراتن بوستون و وقایع پس از آن بود. انفجارها منجر به کشته شدن ۳ تن و زخمی شدن ۲۶۴ تن دیگر شد.
پس از از انفجار در مسابقه ماراتن بوستون در ۱۵ آوریل، پلیس فدرال آمریکا برادران تسارنایف را به عنوان مظنونین انفجار اعلام کرد و اقدام به انتشار عکس‌هایی از آن دو کرد. در ۱۸ آوریل در حدود ساعت ۱۰ بعدازظهر مظنونین یکی از مأموران امنیتی مؤسسه فناوری ماساچوست را به قتل رساندند و اتوموبیل اس‌یووی وی را سرقت کردند. تیراندازی در واترتاون در حوالی بوستون منجر به کشته شدن تیمورلنگ و مجروح شدن یکی از مأموران امنیتی شد و جوهر در ۱۹ آوریل در قایقی در منطقه‌ای خارج از محدودهٔ استحفاظی پلیس پیدا شد.
در تاریخ ۲۲ آوریل جوهر تسارنایف از طرف دادگاه متهم به استفاده از سلاح کشتارجمعی، که منجر به کشته‌شدن چند نفر گردید، شد.
در بازجویی‌های به عمل آمده از وی، او اعتراف کرد که آنها قصد انجام چند انفجار دیگر در میدان تایمز نیویورک را داشته‌اند؛ وی خود و برادرش را جهادگرانی در راه اسلام نامید که این عملیات را برای دفاع از دین خود انجام داده‌اند. جوهر اعلام کرد او و برادرش با دیدن سخنرانی‌های انور العولقی بسیار افراطی شده و دست به انجام چنین کاری زدند.
دیوان عالی آمریکا در روز جمعه ۱۳ اسفند با ۶ رای موافق در مقابل ۳ رای مخالف حکم مرگ برای جوهر سارنایف برادر تیمور که یکی دیگر از عوامل بمب‌گذاری سال ۲۰۱۳ در ماراتن شهر بوستون بود و با برادرش همکاری داشت، ابقا کرد و اکنون رای دیوان تأیید مجازات مرگ این متهم است.